# Fiódorovka (Kursk)
Fiódorovka (en rus: Фёдоровка) és un poble de l'óblast de Kursk, a Rússia, que en el cens del 2010 tenia 6 habitants. Pertany al districte rural de Gorxétxnoie.